# Ochsenkarren

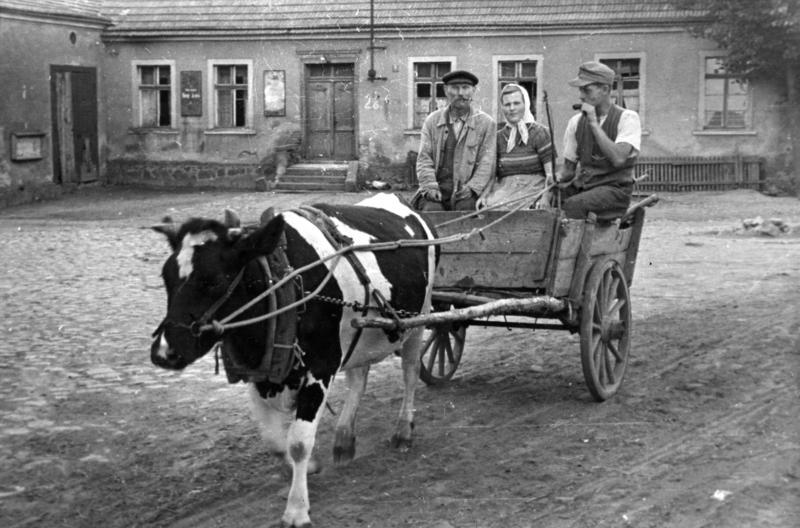
Kuh-Karre mit Kummet-Geschirr, Mecklenburg 1948

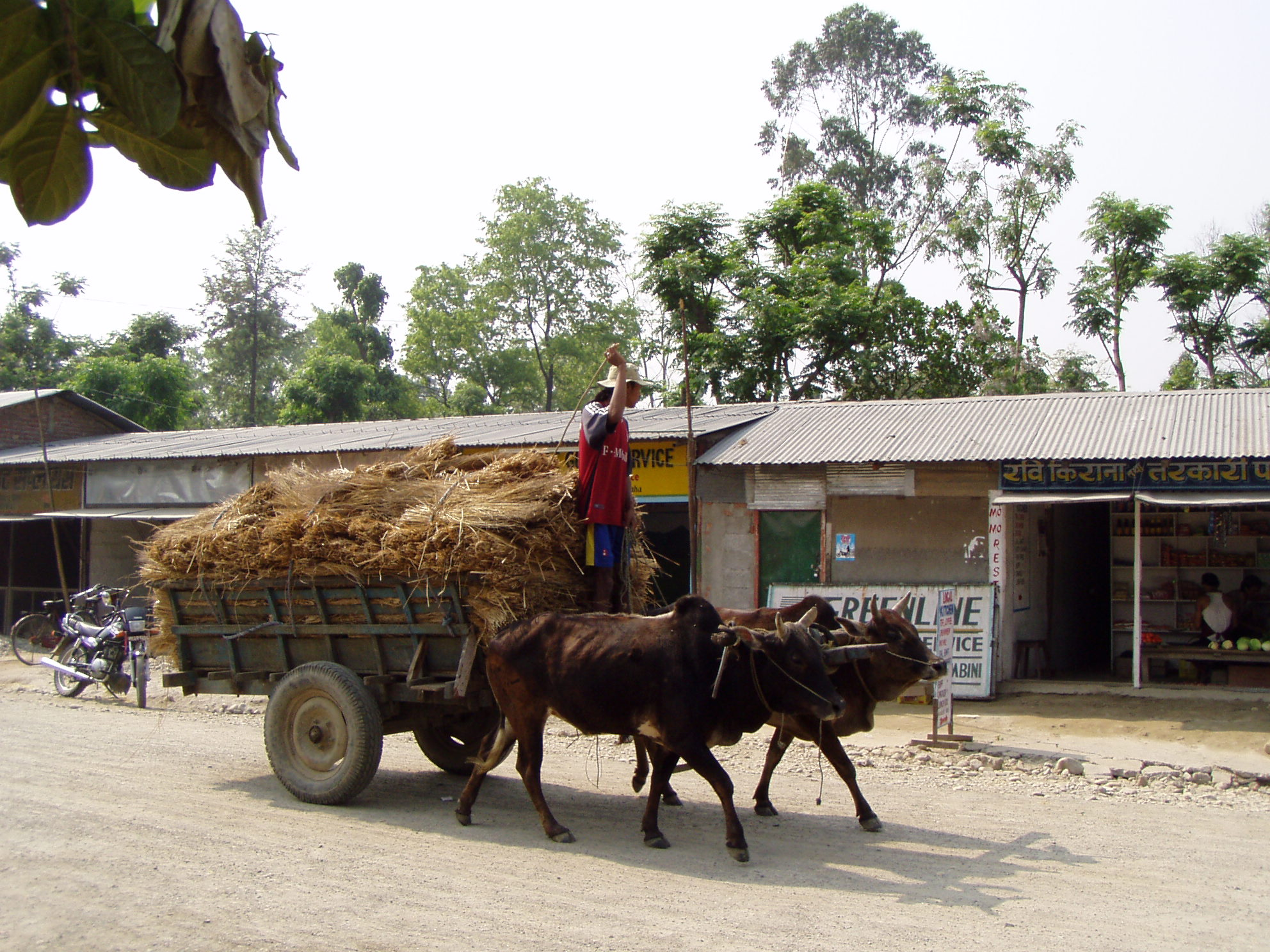
Ochsenkarren mit Joch als Nutzfahrzeug in Nepal

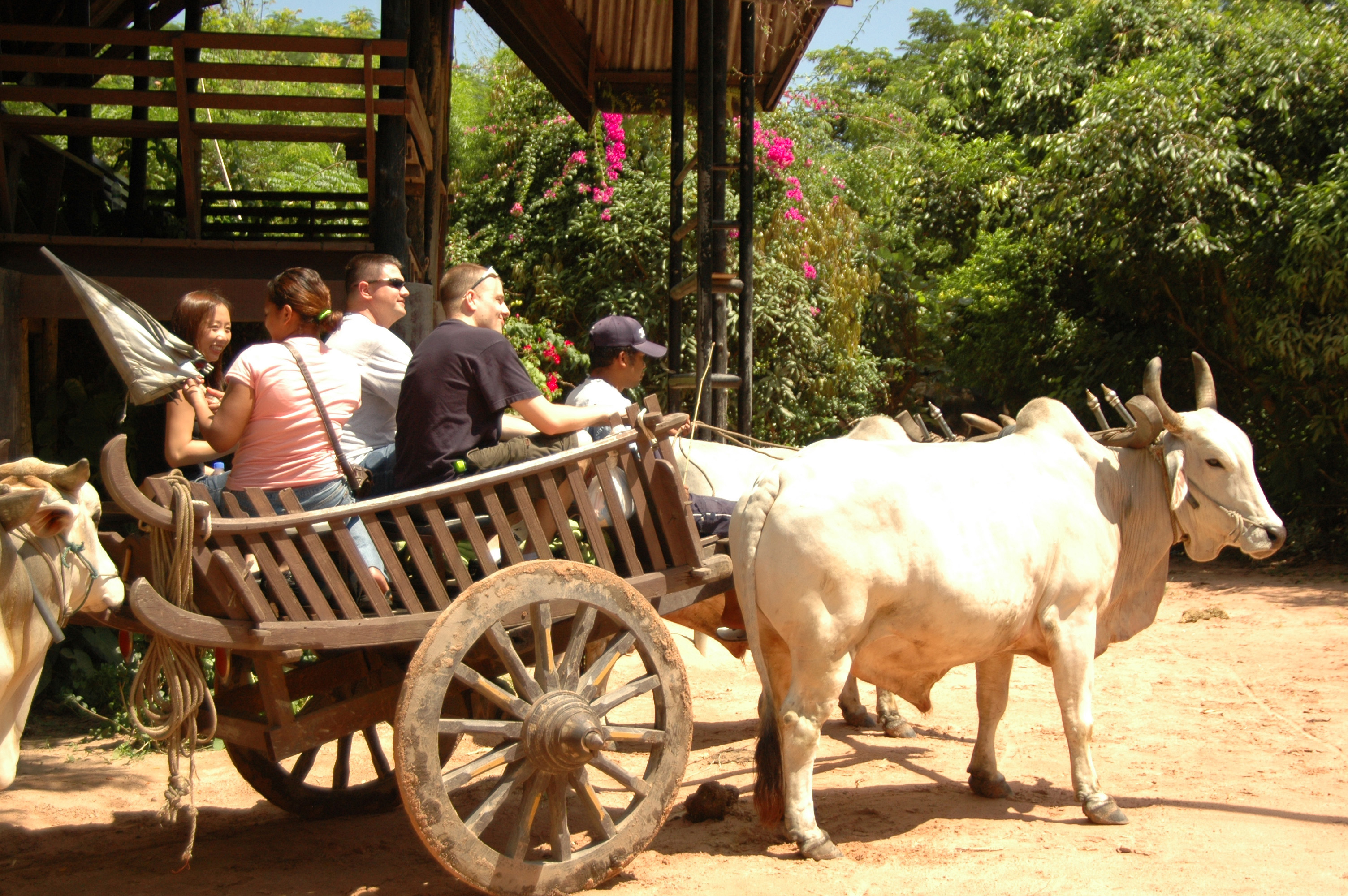
Ochsenkarren mit Joch für Touristen in Thailand

Der Ochsenkarren ist ein einachsiger Wagen, der von zwei Ochsen gezogen wurde. Beim Einsatz auf fahrfestem Untergrund (später auf Straßen) genügte mitunter ein Tier. Eine Frühform, der Dreieckswagen, ist archäologisch bereits im späten Neolithikum nachgewiesen. Ab dem Spätmittelalter wurden aus wirtschaftlichen Gründen (Zugleistung plus Sekundärprodukte) gebietsweise Kühe wie das Glanrind als Zugtiere verwendet. Nur den Karren ist dank ihrer integrierten Deichsel eine Kippfunktion eigen. So kann Schüttgut durch Abschirren der Zugtiere sehr schnell entleert werden. 

## Dreieckswagen
Der Dreieckswagen, eine neolithische Form des Karrens aus dem zirkumalpinen Raum, gehört zu den ältesten Lastentransportern, die (vermutlich bereits vor dem Jahre 3500 v. Chr.) mittels Ochsen bewegt wurden. In der Regel besitzt die Karre eine starre Achse und eine in den Lastenträger integrierte Deichsel, mittels der das Zugvieh über ein Joch verbunden ist. 

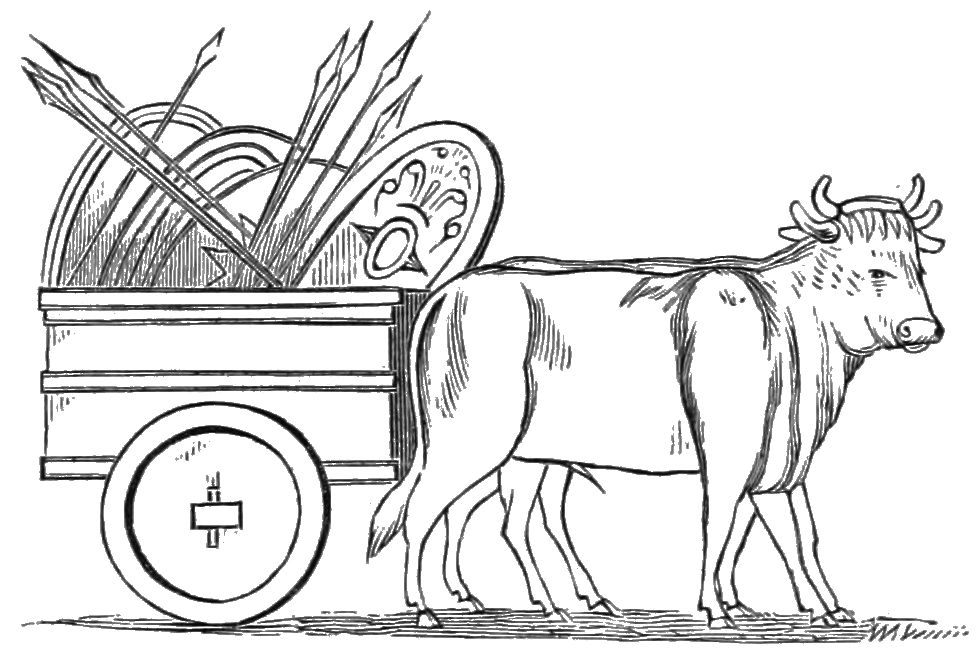
Römischer Ochsenkarren

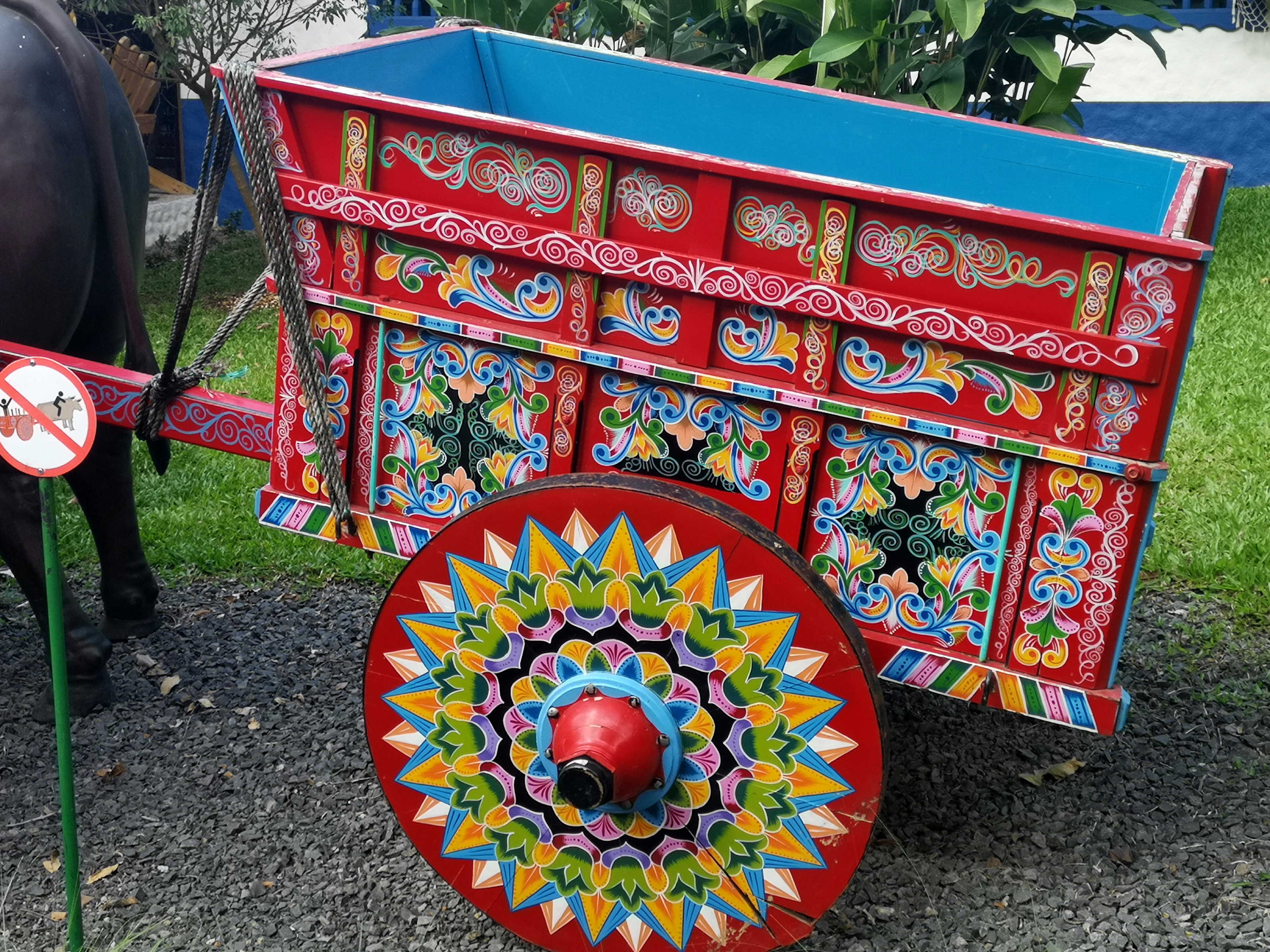
Bemalter Ochsenkarren (Costa Rica, 2021)

### Bilder
Vermutlich in die Bronzezeit datierbar ist die Darstellung auf einem Felsbild im Val de Fontanalbe (in den ligurischen Alpen) Frankreich, die zwei Rinder im Joch zeigt, die einen einachsigen, zweirädrigen Karren (Dreieckswagen) ziehen.

## Weitere Entwicklung
Ochsen zogen die Wagen unter dem Joch. Pferde wurden erst sehr viel später mit Hilfe des Kummets vor Karren mit schweren Lasten gespannt. Der Ochsenkarren verlor in Mitteleuropa gegenüber dem Pferdekarren seine Stellung, da Ochsen weniger Kraft als richtig geschirrte Pferde entwickeln können. 
Mit der Industrialisierung hat in Westeuropa der Traktor, an den Anhänger gehängt werden, den Ochsenkarren weitgehend verdrängt. Er wird meist nur noch zu folkloristischen Zwecken benutzt.
In Costa Rica wurden Ochsenkarren mit Scheibenrädern benutzt, um die Kaffeeernte aus dem Zentraltal in einer 10- bis 15-tägigen Reise über die Berge zur Pazifikküste zu bringen. Ab Beginn des 20. Jahrhunderts wurden die Wagen mit immer aufwändigeren Designs bemalt. Heutzutage ist zwar die wirtschaftliche Bedeutung vergangen, sie werden aber weiterhin in Wettbewerben prämiert.
2008 wurde die „Ochsenkarrentradition in Costa Rica“ in die UNESCO-Liste des immateriellen Kulturerbes der Menschheit aufgenommen.
In weiten Teilen Afrikas war und ist der Ochsenkarren praktisch unbekannt. Der Vormarsch der burischen Voortrekker in das Innere des heutigen Südafrika erfolgte jedoch mit mehrachsigen Ochsenwagen (ossewag). Bei Gefahr bildeten sie mit den Wagen eine Wagenburg. In Osteuropa und weiten Teilen Asiens ist der Ochsenkarren bis heute in ländlichen Gebieten als Transportfahrzeug besonders in der Landwirtschaft verbreitet.